# Tolypella glomerata
Tolypella glomerata – gatunek ramienicy z rodzaju rozsocha.

## Morfologia
Pokrój
Stosunkowo mały makroglon (3–20 cm, zwykle do 15, długości). Cienka (0,2–1 mm średnicy), silnie rozgałęziona nibyłodyga. Dolne międzywęźla bardzo długie. Płodne nibyliście na długich rozgałęzieniach bocznych, skupiają się w główki. Plecha jasnozielona lub żółtozielona, gdy inkrustowana węglanem wapnia – szara. Roślina jednopienna. 
Nibyliście
Charakterystycznie powcinane w węzłach. Tępo zaokrąglone na końcach. W okółku zwykle do 6 płonnych i do 12 płodnych (choć zwykle tylko 5–8). Płodne i płonne różnią się od siebie. Płonne zwykle dłuższe od międzywęźli (do 8 cm długości), 3–5 członowe, nierozgałęzione. Płodne o różnej długości, ale zwykle do 2 cm, więc krótsze od płonnych. Rozgałęzione pojedynczo, przy czym odcinki boczne są zwykle wyraźnie krótsze od promienia głównego. Odcinki (promienie) boczne mają po 2–3 komórki i są skupione po dwa, trzy, podczas gdy główny jest zbudowany z 3–4 komórek. Odgałęzienia boczne mogą dalej się rozgałęziać. Ponieważ nibyliście płodne są dość liczne i powyginane, tworzą główki.
Plemnie
Osadzone na trzoneczkach, czasem wyraźnie odstających od nibyliścia. Pojedyncze. Do 400 µm średnicy.
Lęgnie
Na trzoneczkach. Dwie do sześciu. Otaczają plemnię, leżąc obok lub nieco poniżej. Nieznacznie od niej większe (do 600 µm). Koronka bardzo mała lub brak. Oospory brązowe do ciemnobrązowych, do 400 µm długości.
Podobne gatunki
Rozsocha morska, która jednak występuje w wodach słonawych. Inne gatunki z rodziny ramienicowatych. 

## Biologia
Roślina jednoroczna żyjąca w półroczu chłodnym – kiełkuje na przełomie lata i jesieni, zimuje, płodna wiosną i obumiera na początku lata. Może też żyć w półroczu ciepłym.

## Ekologia
Gatunek słodkowodny (wody twarde). Zwykle w wodach płytkich (małe zbiorniki, także astatyczne – rzadko jeziora, rowy), do 3 m głębokości, na podłożu mineralnym. Często w łąkach ramienicowych z ramienicą przeciwstawną, a także pojedynczo lub w niewielkich skupieniach. Pod koniec rozwoju często pokryta glonami nitkowatymi. Często zasiedla dane siedlisko efemerycznie. Rzadko tworzy własne zbiorowisko Tolypelletum glomeratae Corillion 1957 (Charo-Tolypelletum glomeratae). 
Występowanie
Występuje w rozproszeniu w dużej części Europy, jak również w Australii. W Polsce bardzo rzadka. Odkryte we wczesnych latach 70. XX w. stanowisko w Lednicy przez kilkadziesiąt lat było jedynym formalnie opublikowanym stanowiskiem w Polsce, jednak w XXI w. odkryto kilka nowych stanowisk w zachodniej części kraju.

## Zagrożenia i ochrona
Podlega w Polsce ochronie gatunkowej. Status zagrożenia ma nieznany ze względu na niedostateczną ilość danych (DD).